# Mogrus
Genre
Mogrus est un genre d'araignées aranéomorphes de la famille des Salticidae.

## Distribution
Les espèces de ce genre se rencontrent en Afrique, dans le sud de l'Asie et en Europe du Sud.

## Liste des espèces
Selon World Spider Catalog (version 24, 18/03/2023) :
- Mogrus albogularis Simon, 1901
- Mogrus antoninus Andreeva, 1976
- Mogrus bonneti (Audouin, 1826)
- Mogrus canescens (C. L. Koch, 1846)
- Mogrus cognatus Wesołowska & van Harten, 1994
- Mogrus dalmasi Berland & Millot, 1941
- Mogrus fabrei Simon, 1885
- Mogrus faizabadicus Andreeva, Kononenko & Prószyński, 1981
- Mogrus flavescentemaculatus (Lucas, 1846)
- Mogrus frontosus (Simon, 1871)
- Mogrus fulvovittatus Simon, 1882
- Mogrus ignarus Wesołowska, 2000
- Mogrus incertus Denis, 1955
- Mogrus larisae Logunov, 1995
- Mogrus leucochelis Pavesi, 1897
- Mogrus logunovi Prószyński, 2000
- Mogrus macrocephalus Lawrence, 1927
- Mogrus mathisi (Berland & Millot, 1941)
- Mogrus mirabilis Wesołowska & van Harten, 1994
- Mogrus neglectus (Simon, 1868)
- Mogrus portentosus Wesołowska & van Harten, 1994
- Mogrus praecinctus Simon, 1890
- Mogrus rajasthanensis Caleb, Chatterjee, Tyagi, Kundu & Kumar, 2017
- Mogrus sahariensis Berland & Millot, 1941
- Mogrus semicanus Simon, 1910
- Mogrus sinaicus Prószyński, 2000
- Mogrus sivand Logunov, 2023
- Mogrus valerii Kononenko, 1981
- Mogrus woodi (Peckham & Peckham, 1902)

## Systématique et taxinomie
Ce genre a été décrit par Simon en 1882 dans les Attidae.

## Publication originale
- Simon, 1882 : « II. Étude sur les arachnides de l'Yemen méridional. Viaggio ad Assab nel Mar Rosso, dei signori G. Doria ed O. Beccari con il R. Aviso "Esploratore" dal 16 novembre 1879 al 26 Febbraio 1880. » Annali del Museo Civico di Storia Naturale di Genova, vol. 18, p. 207-260 (texte intégral).